# Ozyptila americana
Ozyptila americana är en spindelart som beskrevs av Banks 1895. Ozyptila americana ingår i släktet Ozyptila och familjen krabbspindlar. Inga underarter finns listade i Catalogue of Life.